# Barbara Neely
Barbara Ann Neely (muitas vezes autoestilizada como BarbaraNeely; 30 de novembro de 1941 - 2 de março de 2020) foi uma romancista afro-americana, contista e ativista que escreveu mistérios de assassinato. Seu primeiro romance, Blanche on the Lam(1992), apresentou a protagonista Blanche White, uma mãe de meia-idade, empregada doméstica e detetive amadora. Os Escritores de Mistério da América a nomearam a vencedora do Grão-Mestre de 2020.

## Biografia

### Infância e educação
Barbara Neely nasceu em Pittsburgh, Pensilvânia, em 1941, era a mais velha de três filhos de Ann e Bernard Neely, que viviam em uma comunidade rural da Pennsylvania Dutch em Lebanon, Pensilvânia.
Ela frequentou uma escola primária católica romana e foi a única criança em sua classe de alunos do dialeto alemão da Pensilvânia (popularmente conhecido como holandês da Pensilvânia) a falar inglês fluentemente e foi a única aluna de ascendência afro-americana a frequentar o ensino fundamental e médio. Em 1971, mudou-se para Pittsburgh, Pensilvânia, onde obteve o título de mestre em Planejamento Urbano e Regional pela Universidade de Pittsburgh.

### Ativismo
Depois de obter seu diploma, ela se envolveu profundamente no ativismo local e criou um programa de habitação baseado na comunidade para mulheres criminosas em uma área de Pittsburgh chamada Shady Side. O programa foi desenvolvido por meio de seu cargo no Departamento de Correções da Pensilvânia e foi o primeiro centro correcional comunitário para mulheres do estado.
Durante uma viagem a São Francisco em 1978, Neely viu uma mulher dançando na frente de uma banda que, segundo ela, a inspirou a levar seu trabalho de ativismo ainda mais longe. Neely afirmou, "ela [a dançarina] começou a apontar para as pessoas, e quando ela se virou e apontou para mim, pareceu-me que ela estava dizendo: 'Faça hoje, porque hoje é tudo que você tem.'" Logo depois, Neely teve sua primeira obra de ficção, um conto chamado "Passing the Word", publicado na revista Essence. Neely mudou-se para a Carolina do Norte e começou a escrever para a Southern Exposure, além de produzir vários programas para o African News Service. Seu envolvimento no ativismo continuou ao se tornar diretora de uma filial da YWCA, coordenadora de serviços familiares da ABCD Head Start, diretora executiva da Women for Economic Justice, cofundadora (com Loretta Ross, e outras) da Women of Color for Reproductive Freedom, e apresentador do Commonwealth Journal na Boston Radio. Ela também fez parte de uma equipe de pesquisa avaliativa no Institute for Social Research.

### Carreira editorial
Neely publicou seu primeiro conto, "Passing the Word" (1981), na revista Essence. Seus romances de Blanche White apareceram uma década depois, começando com Blanche on the Lam (1992), seguido por Blanche Among the Talented Tenth (1994), Blanche Cleans Up (1998) e Blanche Passes Go (2000). O mais notável sobre a heroína de Neely, Blanche, é tanto sua aparência física quanto sua ocupação; ela é uma mulher negra corpulenta e de pele escura que trabalha como empregada doméstica. Blanche tem orgulho de seu trabalho e não deixa que isso atrapalhe sua independência e personalidade orgulhosa. Isso imediatamente a diferencia do protagonista típico. Outras características notáveis de Blanche são sua curiosidade e sua habilidade de juntar pistas para descobrir mistérios.

### Morte
Neely morreu em 2 de março de 2020, aos 78 anos, após uma curta doença.

## Estilo literário
Neely gostou de uma ampla gama de autores, como PD James, Chester Himes e Walter Mosley, mas o autor que mais a inspirou foi Toni Morrison. Neely a usou como modelo do que ela queria se tornar. Ela viu o que Morrison fez com as experiências da mulher negra para contar histórias de pessoas comuns e tentou imitar o mesmo estilo. No começo era um conto, mas seu editor disse a ela que deveria ser um trabalho mais longo. As histórias de Blanche White contêm temas e questões que vão além do mistério e chegam ao comentário político e social. Blanche permite que Neely explore a beleza feminina. Existem outras questões que Neely é capaz de abordar por meio de sua escrita - como violência contra mulheres, racismo, limites de classe e sexismo. Barbara Neely é citada como tendo dito: "Que, como escritora de mistério feminista, não é suficiente criar mulheres fortes e que talvez o termo 'escritora de mistério feminista' esteja sendo usado de forma muito vaga."
Com sua personagem de Blanche, Neely queria poder escrever algo sobre raça e classe que fosse engraçado. Blanche e sua personalidade encantadora, juntamente com as mensagens de Neely, estão no centro das tramas de seus romances de mistério. De acordo com Rosemary Hathaway, Neely cria o personagem de Blanche não apenas para enfrentar as questões levantadas, mas também para ser as questões. Neely dá a Blanche uma consciência dupla e, quando jogada em situações difíceis, "o trabalho de detetive de Blanche representa mais uma consciência tripla - ou mesmo quádrupla".
O trabalho de Neely reforça suas crenças sobre raça e classe na América. Como Ann Collette explica, "a ética de manter a realidade da escrita de Neely é uma conseqüência natural da natureza realista da autora e seu compromisso feroz com o ativismo político, sua profissão antes de se dedicar à escrita em tempo integral".

## Prêmios
Por Blanche on the Lam, Neely recebeu o Prêmio Agatha de melhor primeiro romance (1992); um Prêmio Anthony de primeiro melhor romance (1993); o Go on Girl! Prêmio do Black Women's Reading Club de melhor romance de estreia; e um prêmio Macavity de primeiro melhor romance de mistério (1993). Neely também ganhou dois prêmios por seu ativismo. Eles incluem "Prêmio de Ação Social da Community Works por Liderança e Ativismo pelos Direitos das Mulheres e Justiça Econômica" e "Fighting for Women's Voices Award" da Coalition for Basic Human Needs.
Em dezembro de 2019, os Mystery Writers of America a nomearam a vencedora do Grão-Mestre de 2020. A morte de Neely ocorreu menos de dois meses antes do banquete de 30 de abril de 2020, onde ela teria recebido seu prêmio. Um ano depois, os Mystery Writers of America criaram um programa de bolsas em seu nome para escritores negros de ficção policial - um para um autor já publicado e outro para alguém que está começando a publicar.

### Contos
- Passando a Palavra ", em Essence (1981)
- " Rosie and Me ", em As coisas que nos dividem (1985)
- "Sal derramado", em Terry McMillan (ed. ), Quebrando o gelo: uma antologia de ficção afro-americana contemporânea (1990)
- " The Dog Who Remembered Too Much ", em Tar Heel Dead: Tales of Mystery and Mayhem from North Carolina (2005)

### Romances de Blanche White
- Blanche on the Lam (1992)
- Blanche entre os Décimos Talentosos (1994)
- Blanche limpa (1998)
- Blanche Passes Go (2000)